# Disfagia
Disfagia é a dificuldade transitória ou permanente na deglutição; ou seja, qualquer alteração que ocorre no transporte do alimento da boca até o estômago durante a alimentação. A disfagia não é uma doença, mas sim um sintoma que pode indicar a presença de alguma doença. A disfagia pode interferir na condição nutricional, de hidratação e condição pulmonar do indivíduo, comprometendo sua saúde, condição psicológica, inserção social e, consequentemente, a qualidade de vida.
Podem acontecer em qualquer faixa etária e por uma doença de causas neurológicas como o acidente vascular cerebral (AVC), ou derrame, Doença de Parkinson, Paralisia Cerebral, Esclerose Múltipla, Doenças Neuromusculares, entre outros, e/ou de causa mecânica (doenças pulmonares, câncer de cabeça e pescoço, esôfago, mama, refluxo gastroesofágico, próteses orais mal adaptadas, intubações orotraqueais prolongadas e sequela da COVID19) . 
O propósito fundamental da identificação da causa da disfagia consiste em selecionar o melhor tratamento que pode variar desde o tratamento de reabilitação fonoaudiológica, a alteração de consistência dos alimentos para evitar a penetração/aspiração de conteúdo para o pulmão e pode ter um foco completamente diferente como o cirúrgico no caso de doenças neoplásicas do esôfago.
Medidas adicionais paralelas ao diagnóstico das causas seria o de evitar, o máximo possível, as complicações da disfagia: desidratação, infecções pulmonares e subnutrição.

## Sintomas
Os pacientes podem apresentar uma regurgitação nasal e tosse durante a deglutição, como resultado de uma anormalidade na transferência do bolo alimentar da cavidade oral para o esôfago. Freqüentemente, existem outros sinais de algum distúrbio neurológico associado, mesmo que sutil.
A disfagia na presença de dor denomina-se odinofagia, que constitui outro sintoma. A disfagia pode afetar neonatos, crianças, adultos e idosos, sendo mais comum nesta última faixa etária devido a maior prevalência das doenças causais.
Os pacientes com comprometimento da motilidade esofágica podem apresentar dor torácica e executar manobras, como deglutir repetidamente e a valsalva, que alivia a disfagia.

## Causas
As causas incluem a obstrução mecânica e os distúrbios na mobilidade dos músculos da cavidade oral, da faringe, laringe ou esôfago. É útil distinguir a disfagia causada por doenças que afetam a orofaringe daquela que é devida a distúrbios esofágicos. Tipicamente, a obstrução mecânica é caracterizada inicialmente pela disfagia a sólidos e a orofaríngea predomina a dificuldade de deglutir líquidos e alimentos de consistência pastosa.
A causa pode estar associada a doenças neurológicas como doença de Parkinson, paralisia cerebral, afasias e apraxias comuns no AVC mais conhecido como derrame, traumatismo craniano e diversos tipos de distrofias musculares. Neoplasias devem ser sempre investigadas dependendo do tipo de sintomatologia predominante e dos fatores de risco associados.

## Grupos
A disfagia pode ser dividida em quatro grandes grupos:

### Disfagia Orofaríngea
A disfagia orofaríngea geralmente caracteriza-se por alteração das fases oral e faríngea da deglutição, geralmente causadas por doenças neurológicas. A causa mais comum de disfagia é o acidente vascular cerebral.
Nestes pacientes a dificuldade de deglutição ocorre predominantemente para líquidos em relação aos sólidos. Realiza-se a avaliação clínica (por exemplo, testes de consistências, de 0 a 5, sendo 0 a água e 5 alimentos sólidos). O exame videodeglutograma e a videofluoroscopia são exames complementares que ajudam a definir as consistências mais seguras no que tange ao menor risco de pneumonia de aspiração.

### Disfagia Esofágica
A disfagia esofágica é mais frequentemente devida a uma obstrução mecânica. Em muitos pacientes, é possível distinguir uma causa mecânica de uma anormalidade na motilidade por meio da obtenção de um histórico cuidadoso. A idade avançada, o tabagismo e o etilismo são fatores de risco frequentes para neoplasias do esôfago que caracteristicamente são causas destes tipos de disfagia, entre outros.

### Disfagia Cardíaca
Em certas doenças, a aurícula esquerda dilata-se e pode comprimir o esófago, produzindo dificuldade a tragar.

### Disfagia Botulínica
Em tratamentos de torcicolo com o uso da toxina botulínica tipo A, pode-se ocorrer disfagia devido à penetração da toxina nos músculos da faringe, próximos ao local das aplicações da toxina.

## Tratamento
O tratamento pode ser clínico ou cirúrgico. Dentre os tratamentos clínicos destaca-se o tratamento fonoaudiológico e a utilização de medicações. A reabilitação fonoaudiológica do paciente disfágico visa a obtenção de uma deglutição eficiente levando à melhora da qualidade de vida do paciente, além da prevenção de complicações.
O fonoaudiólogo dentro da equipe multidisciplinar é o profissional indicado para ajudar no diagnóstico, no prognóstico, assim como na reabilitação, prevenindo as possíveis complicações já citadas.